# 8729 Descour
8729 Descour eller 1996 VZ12 är en asteroid i huvudbältet som upptäcktes den 5 november 1996 av Spacewatch vid Kitt Peak-observatoriet. Den är uppkallad efter Anne S. Descour.
Asteroiden har en diameter på ungefär 3 kilometer.